# Staunings Bisættelse
|  | Denne artikel er oprettet af botten PalnaBot ud fra en ekstern database. Den kan derfor have sproglige fejl eller mangler. Denne skabelon kan fjernes efter kontrol af indholdet. |

Staunings Bisættelse er en film med ukendt instruktør.

## Handling
Mindehøjtideligheden i Forum og kortegekørsel gennem København, hvor tusindvis af danskere tager afsked med Thorvald Stauning.